# Densetsu no yūsha no densetsu
Densetsu no yūsha no densetsu (伝説の勇者の伝説? lett. "La leggenda degli eroi leggendari"), detta anche DenYuuDen, è una light novel scritta da Takaya Kagami e illustrata da Saori Toyota, che è stata pubblicata da Fujimi Shobō sulle pagine di Dragon Magazine dal 25 febbraio 2002 al 25 ottobre 2006, composta da 11 volumi. Dal primo luglio 2010 la Zexcs ne ha realizzato un anime di 24 episodi, che copre una parte dell'arco narrativo della novel.
È stato annunciato che il tredicesimo episodio dell'anime Itsuka tenma no kuro usagi, in uscita in DVD nel dicembre 2011, sarà un crossover tra la stessa opera e Densetsu no yūsha no densetsu.

## Trama
Ryner Lute è un ragazzo svogliato e perennemante assonnato, studente della Reale Accademia Militare Speciale di Roland; un giorno però scoppia la guerra e l'intera scuola viene mandata in battaglia, durante la quale tutti gli studenti vengono uccisi ad eccezione di Sion, Kiefer e Ryner, grazie a quest'ultimo. In seguito alla vittoria, il cui merito ricadrà su Sion, egli stesso succederà al trono di Roland e per fare in modo che non ci siano più guerre creerà un gruppo, composto da Ryner e Ferris (un'ottima spadaccina) e gli affiderà una missione: trovare le reliquie degli eroi leggendari.

## Personaggi
Ryner Lute (ライナ・リュート?, Raina Ryūto)
Ryner è il protagonista della storia, un orfano dai capelli e gli occhi neri, svogliato e perennemente assonnato.
Ryner viene cresciuto nell'Istituto Speciale di Roland 307, un orfanotrofio per vittime di guerra che in realtà serve a crescere i futuri soldati di prima linea del regno. In periodo si era guadagnato il titolo di mago più potente di Roland sconfiggendo il suo predecessore e di Diavolo dai Capelli neri ma durante la vita del ragazzo, la guerra finisce e l'istituto diventa inutile e viene sciolto, quindi suo malgrado Ryner viene mandato alla Reale Accademia Militare Speciale di Roland, dove passa le sue giornate svogliatamente e dormendo ogni qual volta ne ha l'occasione.
Questo fino al momento in cui non scoppia un altro conflitto: Estabul, la regione confinante, dopo un lungo periodo di inondazioni e carestie attacca l'impero di Roland per supplire alle sue mancanze; l'accademia, mandata in missione ai confini, viene completamente sbaragliata ed in quest'occasione si scopre che Ryner è un portatore dell'Alpha Stigma (複写眼?, アルファ・スティグマ), una particolare abilità oculare che gli permette di analizzare le magie altrui e farle sue, cosa che gli permette di salvarsi. Purtroppo però il ragazzo viene preso vittima della sua stessa abilità perdendo il controllo, devasta da solo l'intero battaglione avversario e rischia di uccidere i suoi stessi amici ma fortunatamente Sion riesce a placarne la furia omicida e nella storia questa è la prima volta che un portatore di Alphga Stigma sia riuscito a riprendere il controllo dopo averlo perso. Dopo questi avvenimenti Ryner viene imprigionato per 2 anni a Roland, fino a che il nuovo re non lo chiama per affidargli una missione.
Sion Astal (シオン・アスタール?, Shion Asutāru)
Figlio del Re di Roland e di una popolana, per questo motivo viene visto di cattivo occhio dai fratellastri che lo hanno sempre bistrattato e ostracizzato. Dopo la morte della madre, con la quale viveva al di fuori del castello, Sion entra nella Reale Accademia Militare Speciale di Roland, dimostrandosi un abilissimo stratega e non perdendo mai durante le missioni di esercitamento. Verso la fine dei suoi studi incontra Ryner, che diventa subito il suo migliore amico ma scoppiata la guerra, si troveranno entrambi sul campo di battaglia e, nonostante la sua grande abilità strategica, i nemici lo colgono di sorpresa, devastando la loro unità. Rimasti da soli contro il nemico Ryner perde il controllo distruggendo tutti i nemici e cercando di uccidere anche Sion stesso e Kiefer; Sion riesce a far svenire Ryner facendolo così tornare in sé. In seguito a questa battaglia Sion viene acclamato come un eroe e in breve tempo succede al trono come il Re Eroe; la sua abilità strategica continua ad aiutarlo anche qui. Fra gli intrighi di corte, infatti, il nuovo re vuole portare grandi cambiamenti nel regno, cosa che non piace affatto ai nobili.
Ferris Eris (フェリス・エリス?, Ferisu Erisu)
Una bellissima e abilissima spadaccina, fa parte della casata Eris, tradizionalmente la casata della guardia del corpo del re di Roland.
È spesso irascibile e di poche parole, la sua abilità con la spada rivaleggia con l'abilità con la magia di Ryner e la sola cosa di cui sembra che gli importi sono i dango; sapendo questo, Sion la invia in missione con Ryner sotto il ricatto di distruggere il suo negozio di dango preferito.
In futuro legherà la sua anima a quella di Ryner per salvarlo, come precedentemente aveva fatto sua madre, da Alpha Stigma mettendo a repentaglio però la propria vita. È innamorata di Ryner.
Kiefer Knolles (キファ・ノールズ?, Kifa Nōruzu)
Compagna di scuola di Ryner e segretamente innamorata di lui, cerca spesso di fargli fare esercizi così da non farlo bocciare. Durante la guerra con Estabul rivela a Ryner i suoi sentimenti e gli chiede di scappare con lei, scoprendo che in realtà Kiefer è una spia di uno dei fratelli di Sion ed avverte l'esercito di Estabul della presenza della scuola allo scopo di far uccidere Sion in guerra e così eliminare uno dei concorrenti al trono. Durante la lotta però viene catturata anche lei dall'esercito di Estabul ma Ryner e Sion la salveranno. Kiefer viene subito incarcerata ma Ryner si offrirà di prendere il suo posto in cella lasciandola libera.

## Sigle
Opening Theme:
- 1: "LAMENT ~Yagate Yorokobi wo~ (LAMENT ~やがて喜びを~)" di Aira Yuki
- 2: "Last Inferno" di Ceui

Ending Theme:
- 1: "Truth Of My Destiny" di Ceui
- 2: "Hikari no Firmento (光のフィルメント)" di Ayahi Takagaki